# Mutinerie de Żeligowski
La mutinerie de Żeligowski était une opération polonaise sous fausse bannière dirigée par le général Lucjan Żeligowski et qui aboutit à la création de la République de Lituanie centrale. Le chef d'État polonais Józef Piłsudski ordonna secrètement à Żeligowski de mener l'opération et ne révéla la vérité que plusieurs années plus tard. La région de Vilnius fut en conséquence de quoi officiellement annexée par la Pologne en 1922 et reconnue officiellement comme faisant partie territoire polonais par la Conférence des ambassadeurs en 1923. Cette décision ne fut cependant pas reconnue par la Lituanie, qui continua à revendiquer Vilnius jusqu'en 1939, ; ni par l'Union soviétique.

## Contexte

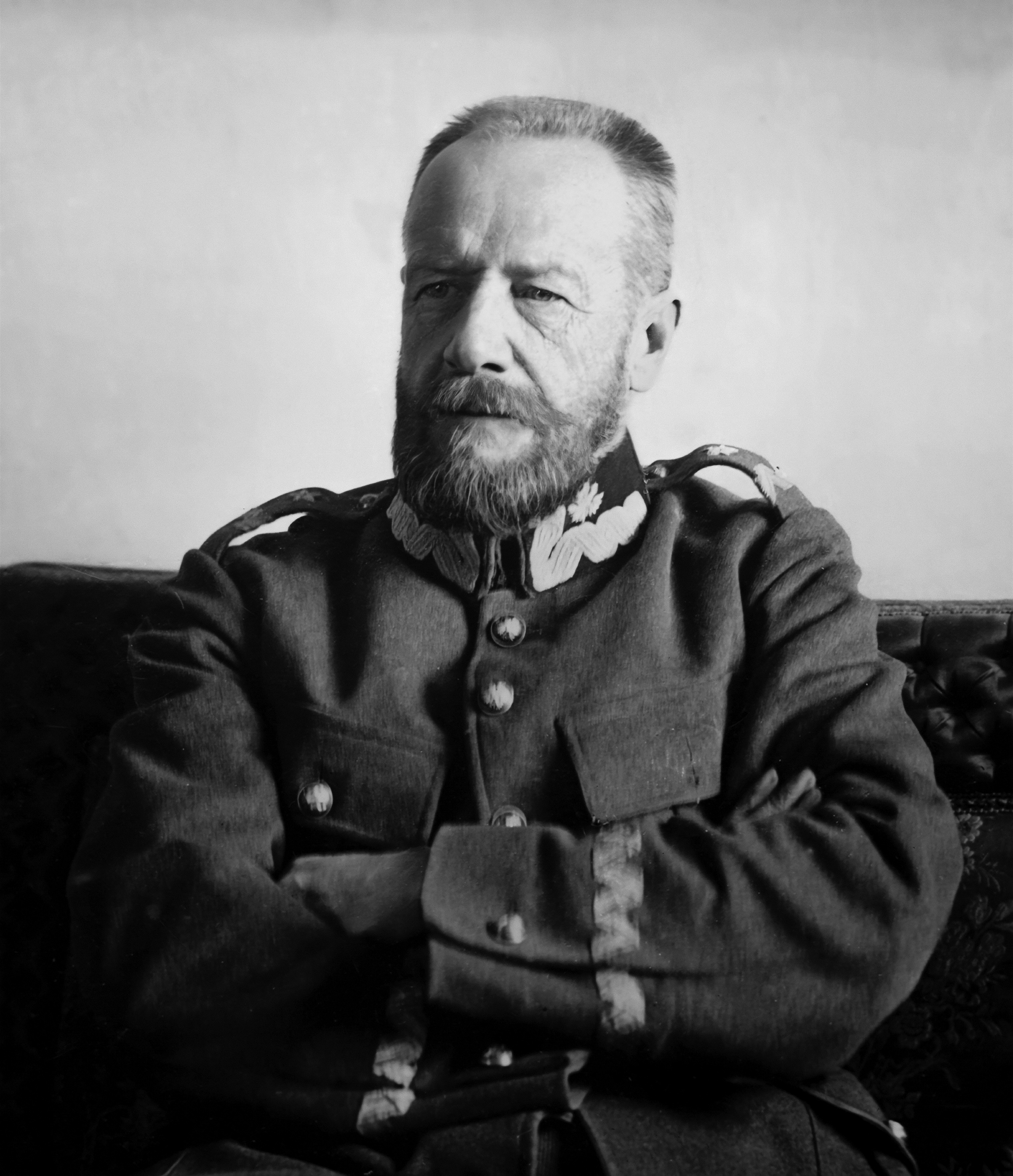
Le général Lucjan Żeligowski

Fin 1920, les Soviétiques, vaincus à la bataille de Varsovie, étaient en pleine retraite. Ils décidèrent de céder la région contestée de Vilnius, qu'ils avaient occupée lors de leur offensive de l'été 1920 aux Lituaniens, car ces derniers avaient autorisé les troupes soviétiques à traverser leur territoire et combattu les forces polonaises dans les territoires contestés (voir Traité soviéto-lituanien de 1920 et Guerre polono-lituanienne).
Cette décision permit aux Soviétiques de conserver le contrôle tactique de la région, de le refuser aux Polonais et d'augmenter encore les tensions, déjà très élevées, entre Polonais et Lituaniens, qui revendiquaient tous deux le contrôle du territoire.
Début octobre 1920, sous la pression internationale des conférences de Spa et de Suwałki, les Polonais et les Lituaniens signèrent un cessez-le-feu en Sudovie, mais, la ville de Vilnius restant sous contrôle lituanien, le contentieux entre les deux États n'était pas réglé. Les Polonais fondaient leur revendication sur des considérations ethnographiques, 65% des habitants de la ville étant à l'époque de langue polonaise, tandis que les Lituaniens constituaient environ 1 à 2% de la population de la ville (les Juifs constituant le plus gros du solde). La Lituanie considérait Vilnius comme sa capitale historique et refusait de reconnaître la légitimité des revendications polonaises à son égard. Les Polonais ne souhaitaient pas continuer la guerre car l'armée polonaise était fatiguée, et le chef de l'État polonais Józef Piłsudski espérait toujours voir aboutir son projet de fédération Międzymorze, laquelle inclurait une Lituanie amie de la Pologne — mais dans laquelle Vilnius ferait partie de la sphère d'influence polonaise. Cependant, de nombreux Lituaniens considéraient l'influence polonaise comme pernicieuse et voulaient s'en défaire ; en particulier les nationalistes lituaniens, qui s'opposaient à tout nouveau lien avec la Pologne, en particulier après l'occupation polonaise de Vilnius.
Les négociations sur l'avenir de la zone contestée, tenues sous les auspices d'une conférence des ambassadeurs réunie à Bruxelles et à Paris, aboutissent à une impasse, et Piłsudski craint que l'Entente n'accepte le fait accompli créé par le transfert de territoires contrôlés par les Soviétiques à la Lituanie.
La Pologne et la Lituanie étaient censées adhérer au cessez-le-feu du 10 octobre, mais les Polonais décidèrent de le contourner en créant leur propre fait accompli. Piłsudski conclut que la meilleure chose à faire serait de soutenir la faction pro-polonaise en Lituanie, mais sans que cela ne pût être directement attribué à la Pologne. Cependant, ses plans de coup d'État en 1919 avaient été déjoués par le soulèvement prématuré et imprévu de Sejny, qui avait conduit à la destruction du réseau de renseignement de l'Organisation militaire polonaise (P.O.W.) en Lituanie par l'armée lituanienne et le département de la sécurité de l'État.

## La mutinerie

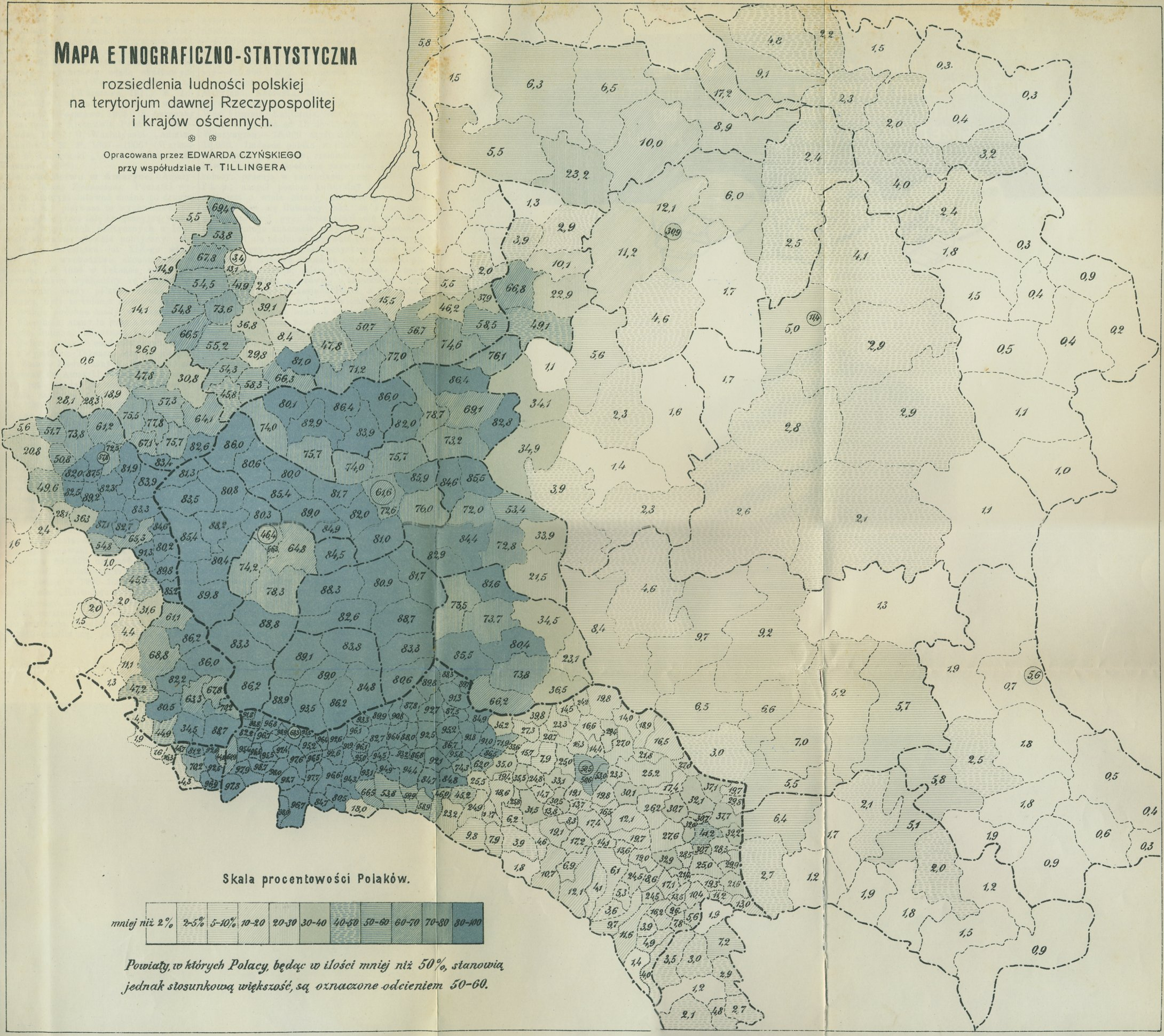
Carte ethnographique de la population polonaise en 1912, d'après les recensements d'avant-guerre

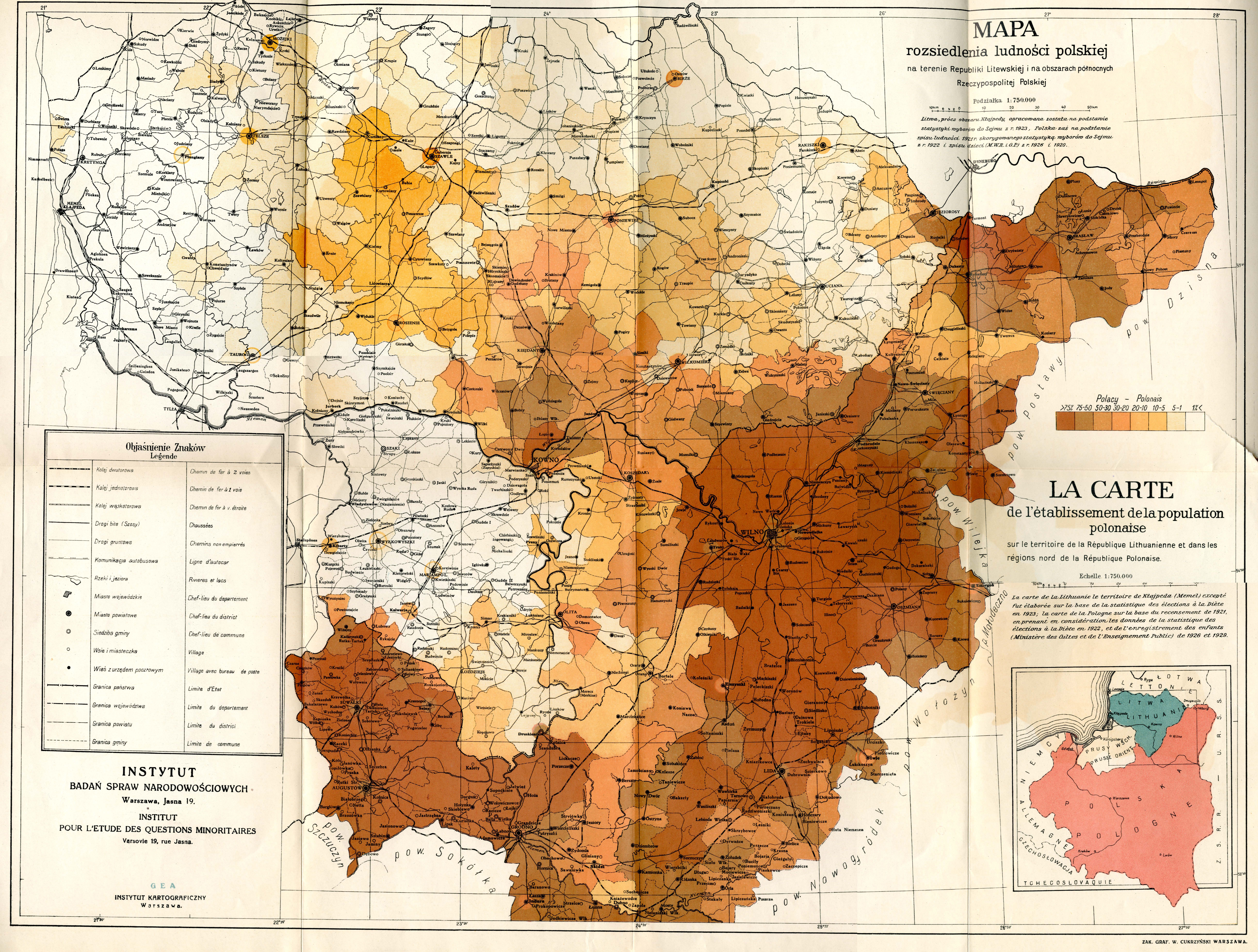
Carte de la population polonaise vivant dans le centre de la Lituanie vers 1920.

En octobre 1920, le général polonais Lucjan Żeligowski, originaire de Lituanie lui-même, reçut le commandement de la 1re division d'infanterie lituanienne-biélorusse (comprenant essentiellement des soldats issus des Confins polonais). Żeligowski avait été contacté par Piłsudski dès la fin septembre 1920 avec des suggestions pour mener à bien une « mutinerie ». Les deux hommes avaient préparé un plan en vertu duquel Żeligowski et les forces sous son commandement devaient faire semblant de déserter l'armée polonaise, puis prendre le contrôle de la ville de Vilnius et de la région de Vilnius. Le gouvernement polonais nierait officiellement son implication, préservant ainsi sa réputation sur la scène internationale.
Żeligowski, tout comme Piłsudski lui-même, était déchiré entre les identités lituanienne et polonaise ; peut-être, en proclamant une Lituanie centrale, croyait-il sincèrement créer un État lituanien, même si celui-ci était dominé par la culture polonaise plutôt que par la culture lituanienne.
Début octobre eut lieu une préparation intensive de cette opération. Le 1er octobre, lors de la réunion du Conseil polonais de la défense nationale, le général Józef Haller déclara : « Il est nécessaire non seulement d'occuper Vilnius, mais peut-être même aussi de menacer Kaunas et de remplacer le gouvernement lituanien ».
Le 6 octobre 1920, Żeligowski informa ses officiers des plans de mutinerie ; à ce moment-là, personne sous son commandement ne savait qu'il agissait avec le soutien de Piłsudski, et certains refusèrent de le suivre. Le soutien à Żeligowski était tellement vacillant que, le 7 octobre, celui-ci fit savoir à Piłsudski qu'il ne pouvait pas mener l'opération en raison du manque de soutien parmi ses troupes. Finalement, cependant, la plupart des officiers et des hommes de troupe se décidèrent à le suivre, et l'opération put débuter.

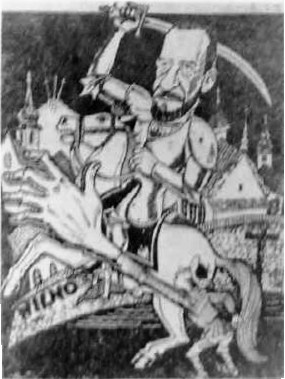
Caricature polonaise : un Lituanien essayant d'empêcher le général Żeligowski de prendre Vilnius.

Les forces de Żeligowski se mirent en route le matin du 8 octobre (deux jours avant que le cessez-le-feu de l'accord de Suwałki n'entre en vigueur). Ce jour-là, le général déclara qu'il « libérerait Wilno de l'occupation lituanienne » et « formerait un parlement qui déciderait du sort des territoires contestés ».
Pour assurer une conclusion rapide de l'opération, Żeligowski reçut le soutien de 14 000 soldats ,soutenus par les 2e et 3e armées polonaises. Sa 1re division lituano-biélorusse ainsi que d'autres unités défirent le 4e régiment d'infanterie lituanien près de la forêt de Rūdininkai ; puis à nouveau dans une escarmouche près de Jašiūnai. Les forces polonaises atteignirent les environs de Vilnius, mais furent suffisamment ralenties pour retarder leur prise de la ville jusqu'au lendemain. Le nombre de morts, tel que rapporté par des sources contemporaines, était faible : « quelques victimes » des deux côtés.
Les forces lituaniennes dans la région étaient en large infériorité numérique : elles affrontaient en effet non seulement les forces régulières numériquement supérieures de Żeligowski, soutenues par la logistique de l'armée polonaise, mais devaient également mettre en garnison Vilnius, dont la population polonaise était agitée. Le 9 octobre, les forces lituaniennes furent incapables de défendre Vilnius et évacuèrent la ville, après quelques tentatives symboliques de la défendre (la décision d'évacuer fut prise dans l'après-midi du 8 octobre, et l'évacuation eut lieu dans la nuit du 8 au 9). Lorsque les unités polonaises attaquèrent les défenses lituaniennes restantes autour de Vilnius, la population polonaise de la ville prit parti pour les troupes polonaises, des unités de milice organisant un soulèvement et affrontant des unités lituaniennes toujours présentes dans la ville ; et des civils accueillant les troupes polonaises à leur entrée à Vilnius.
Les représentants du gouvernement lituanien (dirigés par Ignas Jonynas) passèrent le contrôle de la ville à des fonctionnaires résidents de l'Entente, dirigés par le colonel français Constantin Reboul. Żeligowski, cependant, refusa de reconnaître leur autorité et ces derniers furent contraints de quitter la ville.

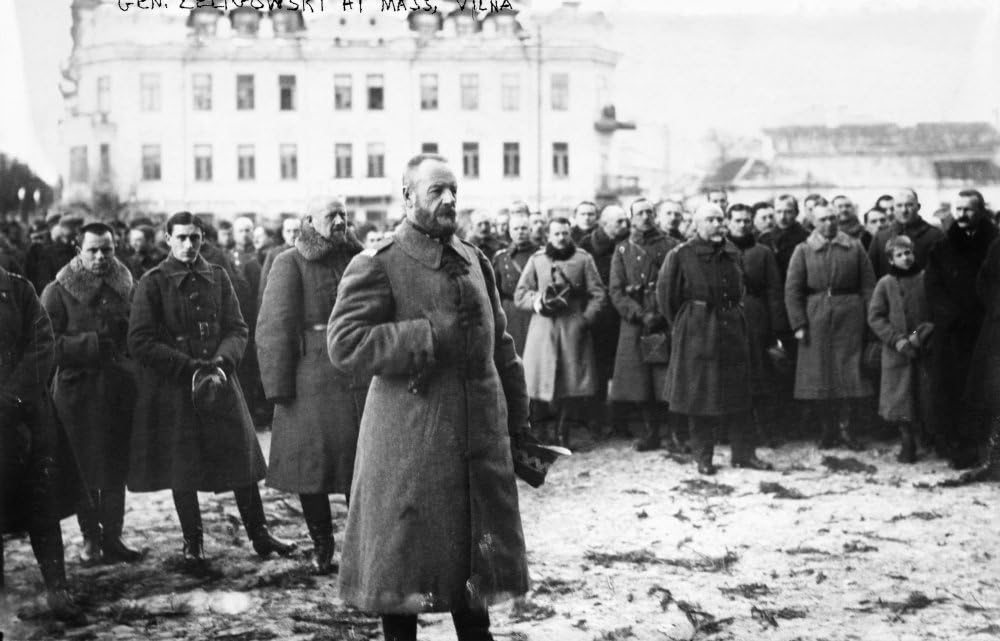
Le général Żeligowski menant ses soldats dans Vilnius, 1920.

Le 12 octobre, Żeligowski proclama l'indépendance de la « République de Lituanie centrale », avec Vilnius comme capitale. La plupart des historiens considèrent que cet État dépendait de la Pologne, mais les avis divergent sur la nature exacte de cette dépendance (l'historien polonais Jerzy J. Lerski le qualifie d'État fantoche).
Pendant ce temps, 20 avions de l'armée de l'air polonaise, ainsi que le 13e régiment de uhlans de Vilnius du colonel Butkiewicz rejognirent la mutinerie. L'armée polonaise, cependant, était officiellement liée par le cessez-le-feu de l'accord de Suwałki et n'affronta pas directement les unités lituaniennes. Les 20 et 21 octobre, de nouveaux combats eurent lieu entre les forces centro-lituaniennes et lituaniennes près du village de Pikeliškiai. Le 7 novembre, l'armée de Żeligowski commença à avancer sur Giedraičiai, Širvintos et Kėdainiai. Ses propositions de cessez-le-feu furent ignorées par la Lituanie. Żeligowski lui-même ignora les propositions de la Commission de contrôle militaire de la Société des Nations de se retirer sur les lignes du 20 au 21 octobre et de commencer les négociations. Le 17 novembre, la Russie soviétique offrit une aide militaire à la Lituanie, que celle-ci déclina. La cavalerie polonaise brisa les lignes de défense lituaniennes et atteignit, le 18 novembre, Kavarskas ; continuant ensuite vers Kaunas. Cependant, du 19 au 21 novembre, les forces principales lituaniennes repoussèrent les forces principales de Żeligowski près de Giedraičiai et Širvintos. Dans la littérature polonaise, ce combat est perçu comme une escarmouche locale d'importance mineure,.
Les deux camps étaient épuisés. Un cessez-le-feu est négocié le 20 novembre sous les auspices de la Société des Nations, lequel entre en vigueur le 21 novembre 1920, à 9 heures du matin ; jusque-là, les deux parties conviennent de ne prendre aucune mesure offensive. Le 7e régiment d'infanterie lituanien contre-attaque cependant à Giedraičiai dans la nuit du 20 au 21 novembre, juste avant l'entrée en vigueur du cessez-le-feu, persistant même après le cessez-le-feu (jusqu'à 14h00) ; cette offensive permet aux Lituaniens de reprendre la ville. Les forces lituaniennes cessent finalement les combats après une demande ferme de la Société des Nations, et une trêve est signée le 29 novembre,.
C'est à cette époque que le proche allié de Piłsudski, Michał Pius Römer, chef de file du mouvement Krajowcy, rompt avec Pilsudski et prend la décision de se ranger du côté de la République lituanienne rétablie, même si Piłsudski propose de le nommer Premier ministre de la République de Lituanie centrale.

## Conséquences

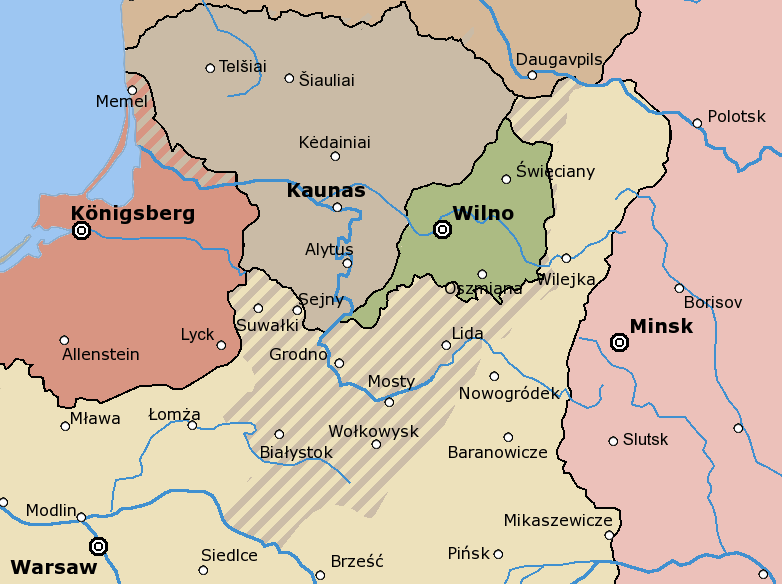
La République de Lituanie centrale (en vert).

En 1922, le parlement de la Lituanie centrale vote son incorporation à la Pologne. Le 24 août 1923, peu de temps après que la Société des Nations a accepté le fait accompli et la frontière polono-lituanienne, Piłsudski admettra publiquement que la mutinerie de Żeligowski avait en fait été une opération pré-planifiée menée avec sa connaissance et son soutien,.
Malgré les revendications polonaises sur Vilnius, la Société des Nations lui demanda de se retirer, ce qu'elle refusa de faire. En principe, les troupes britanniques et françaises auraient pu être sollicitées pour faire appliquer la décision de la SDN. La France, cependant, ne souhaitait pas contrarier la Pologne, un allié possible dans une future guerre contre l'Allemagne ; et la Grande-Bretagne n'était pas prête à agir seule. Ainsi, les Polonais purent-ils conserver Vilnius, où un gouvernement provisoire (Komisja Rządząca Litwy Środkowej, la Commission centrale de gouvernement de Lituanie) fut formé. Bientôt des élections législatives eurent lieu et le Sejm de Vilnius (Sejm wileński) vota le 20 février 1922 son incorporation à la Pologne, en tant que capitale de la nouvellement créée voïvodie de Wilno. La SDN ne reconnut pas cette élection.
La Conférence des ambassadeurs de la Société des Nations accepta le statu quo en 1923, mais la région de Vilnius resta un objet de litige entre la Pologne et la Lituanie (cette dernière considérant toujours Vilnius comme sa capitale constitutionnelle).
En Pologne, la mutinerie de Żeligowski a été soutenue par certains groupes, comme les démocrates-chrétiens et la gauche, mais critiquée par les démocrates nationaux de droite.
Elle provoqua également une grave rupture entre Pilsudski et Ignacy Jan Paderewski, qui avait joué un rôle majeur dans la création d'un soutien international à l'indépendance de la Pologne. Selon Timothy Snyder, l'annexion de Vilnius par les Polonais a poussé les politiciens lituaniens d'une compréhension politique vers une compréhension ethnique de la nation et a donné des arguments aux politiciens radicaux aussi bien en Lituanie qu'en Pologne.
La Lituanie refusa de reconnaître la Lituanie centrale. Les relations polono-lituaniennes commencèrent à se normaliser après les négociations de la Société des Nations en 1927, mais ce n'est qu'à la suite de l'ultimatum de 1938 lancé par la Pologne que la Lituanie fut contrainte d'établir des relations diplomatiques avec la Pologne, et donc d'accepter de facto les frontières de son voisin.
Le conflit polono-lituanien, cependant, a aggravé les relations entre les deux pays pour les décennies à venir.
En 1939, les régions orientales de la Pologne, y compris Vilnius, sont occupées par l'Union soviétique. Vilnius est transféré à la Lituanie en vertu du traité d'assistance mutuelle soviéto-lituanien. En 1945, l'accord frontalier polono-soviétique confirme l'appartenance de Vilnius à la Lituanie.